# Stylaster multiplex
Stylaster multiplex is een hydroïdpoliep uit de familie Stylasteridae. De poliep komt uit het geslacht Stylaster. Stylaster multiplex werd in 1905 voor het eerst wetenschappelijk beschreven door Hickson & England. 